# Namie Amuro
Namie Amuro (japanska: 安室 奈美恵), född 20 september 1977 i Naha på ön Okinawa i Japan, är en japansk popsångerska, skådespelare och kompositör.
Amuro växte upp med en ensamstående mor och debuterade som fjortonårig i popgruppen Super Monkey's. Hennes största hit är låten Can You Celebrate? från år 1997 som är den bäst säljande singeln någonsin av en japansk soloartist. Hon har spelat in tolv LP, som alla har belönats med minst en platinaskiva i Japan, och hennes låt Hero valdes till Japans signaturmelodi vid Olympiska sommarspelen 2016 i Brasilien.
Amuro kallas ofta "Drottningen av J-pop" och hon har jämförts med Madonna. Med sin gyllene hudfärg och sitt bruna hår blev hon en förebild för japanska ungdomar, så kallade amuraa, som anammade hennes klädstil med kort kjol och långa stövlar med tjock sula.
År 2017 meddelade Amuro att hon skulle sluta som artist och den 16 september 2018 uppträdde hon för sista gången på en livekonsert i sin hemstad.

## Diskografi
- Dance Tracks Vol. 1 (1995)
- Sweet 19 Blues (1996)
- Concentration 20 (1997)
- Genius 2000 (2000)
- Break The Rules (2000)
- STYLE (2003)
- Queen of Hip-Pop (2005)
- PLAY (2007)
- Past<Future (2009)
- Uncontrolled (2012)
- FEEL (2013)
- Genic (2015)